# Адзьва (деревня)
Адзьва (Адзва) — деревня в городском округе Инта Республики Коми.
Расположена на правом берегу Усы в 4,5 км выше устья реки Адзьва и в 7 км выше села Адзьвавом. Находится в 65 км к северу от города Инта и в 105 км к северо-востоку от Усинска. Автодорог нет.

## История
Деревня была основана в 1865 году отцом и сыном Беляевыми из Ижмы. В старом названии Лар Вань Иг (Игнатий, сын Ивана, внук Лариона) отражено имя одного из основателей Игнатия Ивановича Беляева.

## Население
| 1989 | 2002 | 2010 |
| ---- | ---- | ---- |
| 19   | ↘10  | ↘0   |

Историческая численность населения: 1909 — 20 чел. (2 двора), 1926 — 72 чел. (12 дворов), 1939 — 242 чел., 1970 — 63 чел., 1979 — 149 чел., 1989 — 18 чел., 1995 — 16 чел., 2000 — 9 чел..

## Природа
В 15 км выше по Усе расположен Адзьвинский геологический памятник — скальные выходы от устья реки Б. Адак на протяжении 4 км по правому берегу Усы и на протяжении 2,5 км по левому берегу Усы (создан Постановлением СМ Коми АССР 9 марта 1984 для сохранения одного из наиболее полных разрезов оползневых известняковых брекчий косьинского горизонта и стратотипического разреза адакской серии).